# Marcelliana
Marcelliana (łac. Diocesis Marcellianensis) – stolica historycznej diecezji w Cesarstwie rzymskim w prowincji Afryka Prokonsularna, sufragania metropolii Kartagina. Współcześnie w Tunezji. Obecnie katolickie biskupstwo tytularne.

## Biskupi tytularni
| Lp. | Biskup                     | Funkcja                                 | Od              | Do             |
| --- | -------------------------- | --------------------------------------- | --------------- | -------------- |
| 1   | André Pailler              | biskup pomocniczy Rouen (Francja)       | 19 maja 1964    | 6 maja 1968    |
| 2   | José Pedro de Araújo Costa | arcybiskup koadiutor Uberaby (Brazylia) | 28 grudnia 1968 | 3 czerwca 1977 |
| 3   | Václav Malý                | biskup pomocniczy Pragi (Czechy)        | 3 grudnia 1996  |                |